# Håvard Bentdal Ingvaldsen
Håvard Bentdal Ingvaldsen (21 de septiembre de 2002) es un deportista noruego que compite en atletismo, especialista en las carreras de velocidad. En los Juegos Europeos de Cracovia 2023 consiguió una medalla de oro en la prueba de 400 m.

## Palmarés internacional
| Juegos Europeos | Juegos Europeos   | Juegos Europeos | Juegos Europeos |
| Año             | Lugar             | Medalla         | Prueba          |
| --------------- | ----------------- | --------------- | --------------- |
| 2023            | Chorzów (Polonia) | Medalla de oro  | 400 m           |